# Parc Lamugnière
Le parc Lamugnière est un parc public situé dans la commune d'Arc-lès-Gray en Haute-Saône. Il s'agissait à l'origine le jardin privé de la villa Lamugnière. Il est ouvert au public en 1986 et devient un site classé le 4 juin 1993.

## Histoire
À la fin du XIXe siècle, Félix Faivre, négociant en vin et membre du tribunal de commerce de Gray, fait construire une maison et aménager un jardin sur le coteau appelé les Vignes de Vergy, situé sur la rive droite de la Saône. Le jardin et la demeure sont créés en symbiose dès l'origine ; ainsi une passerelle relie une chambre au second étage à la serre chauffée du jardin. Le jardin ainsi que la demeure restent dans les mains de la famille de M. Faivre (famille Lamugnière) jusqu'en 1986.
En 1986, la commune d'Arc-lès-Gray rachète le terrain dans le but de faire construire. La parcelle est à l'abandon depuis 40 ans, enfouie sous la végétation. Les éléments remarquables de ce parc sont découverts débroussaillant et le projet immobilier est abandonné.
Après 6 mois de nettoyage, le parc est ouvert au public en juin 1986.

Le parc devient un site classé le 4 juin 1993.

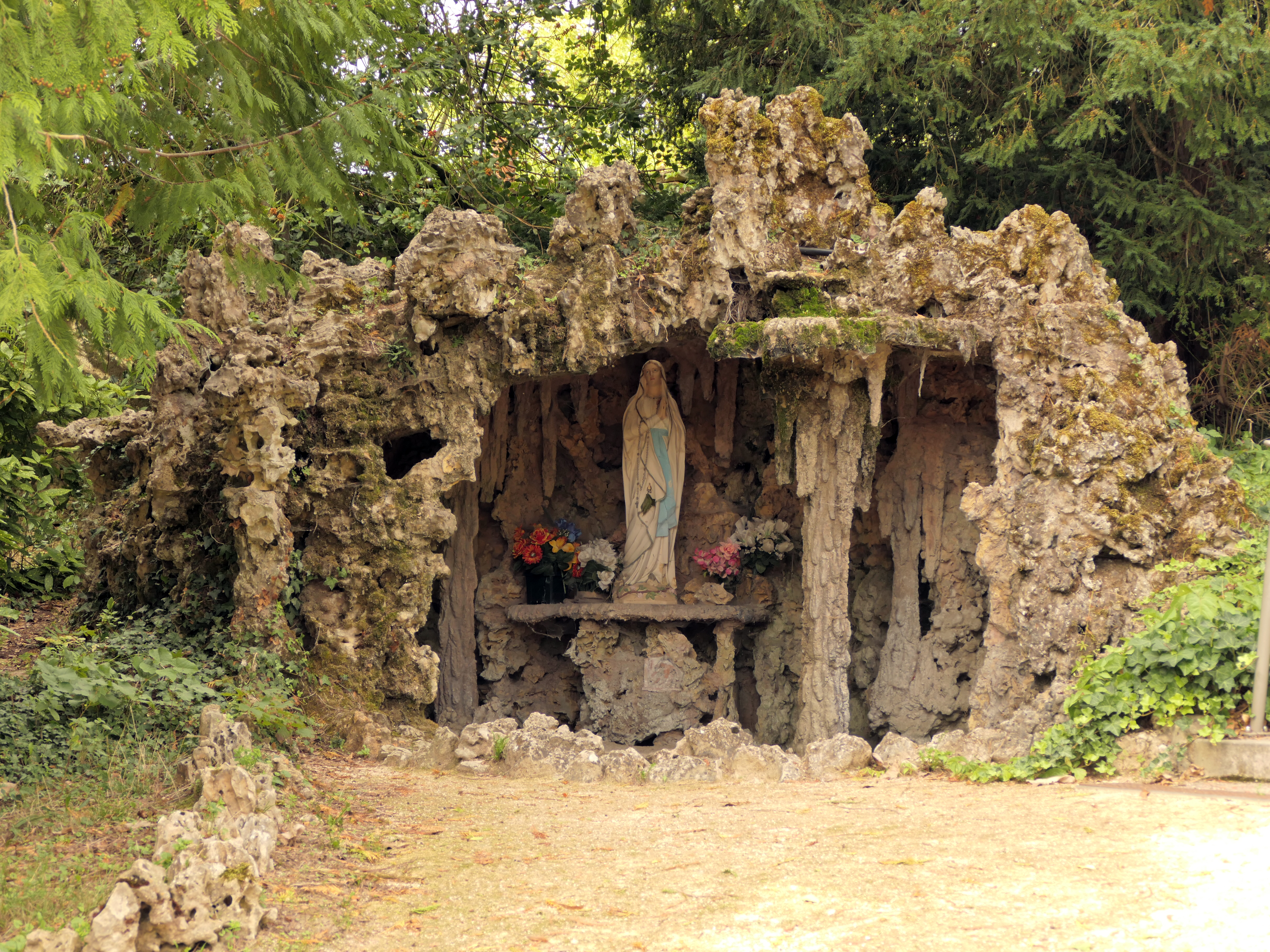
La grotte
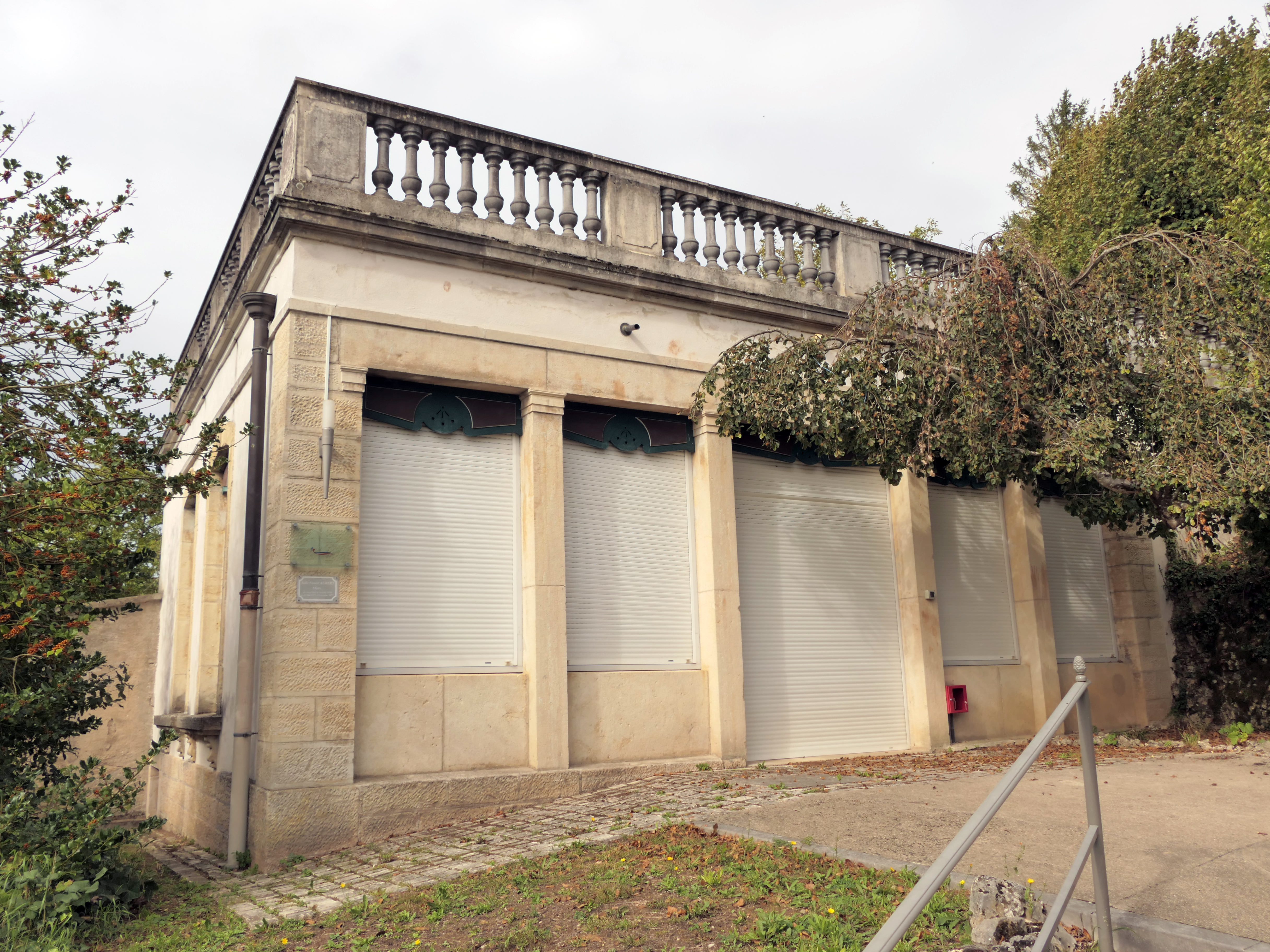
L'orangerie
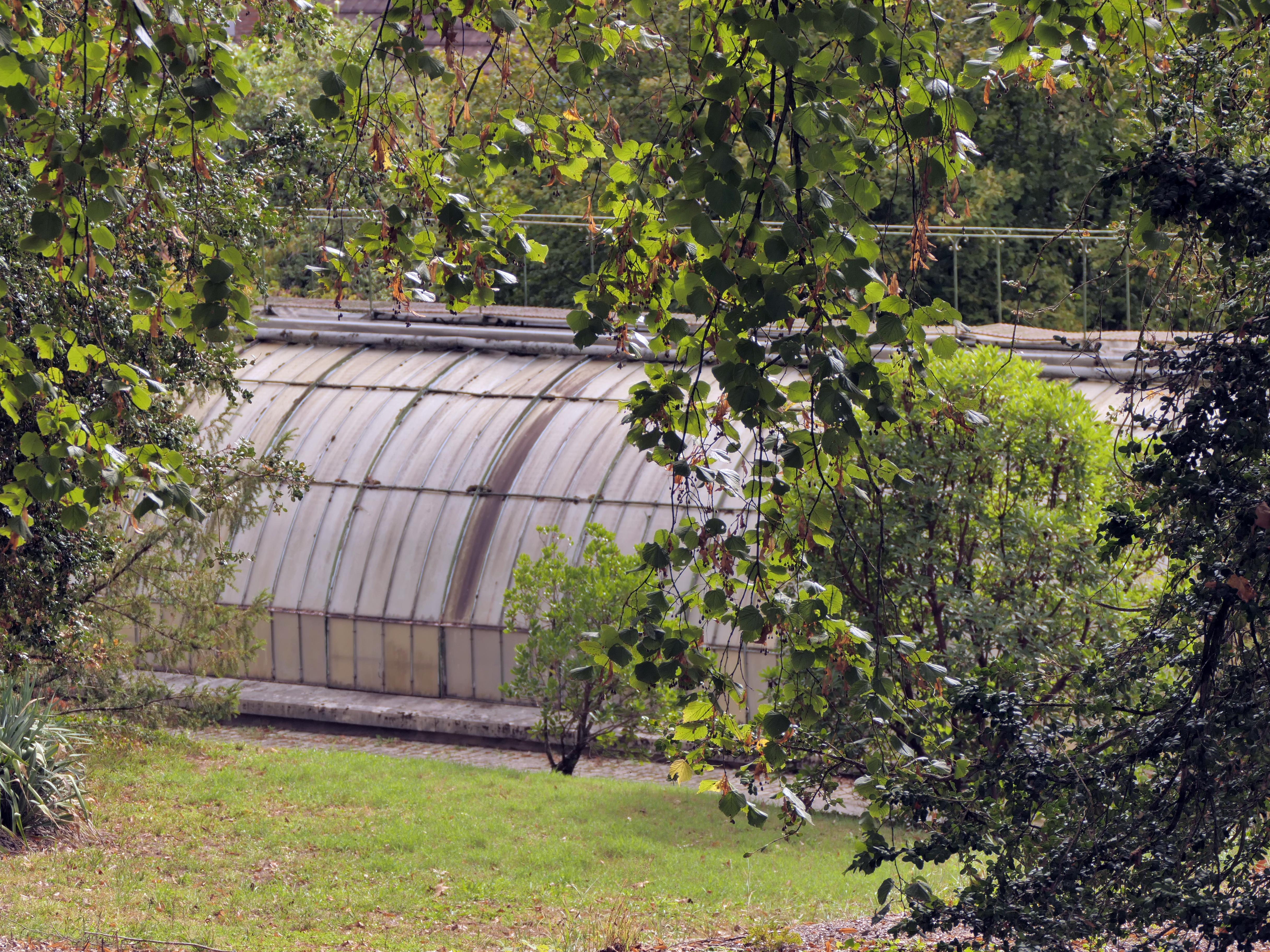
La serre